# Meganaclia mariae
Meganaclia mariae är en fjärilsart som beskrevs av Abel Dufrane 1945. Meganaclia mariae ingår i släktet Meganaclia och familjen björnspinnare. Inga underarter finns listade i Catalogue of Life.